# Firth

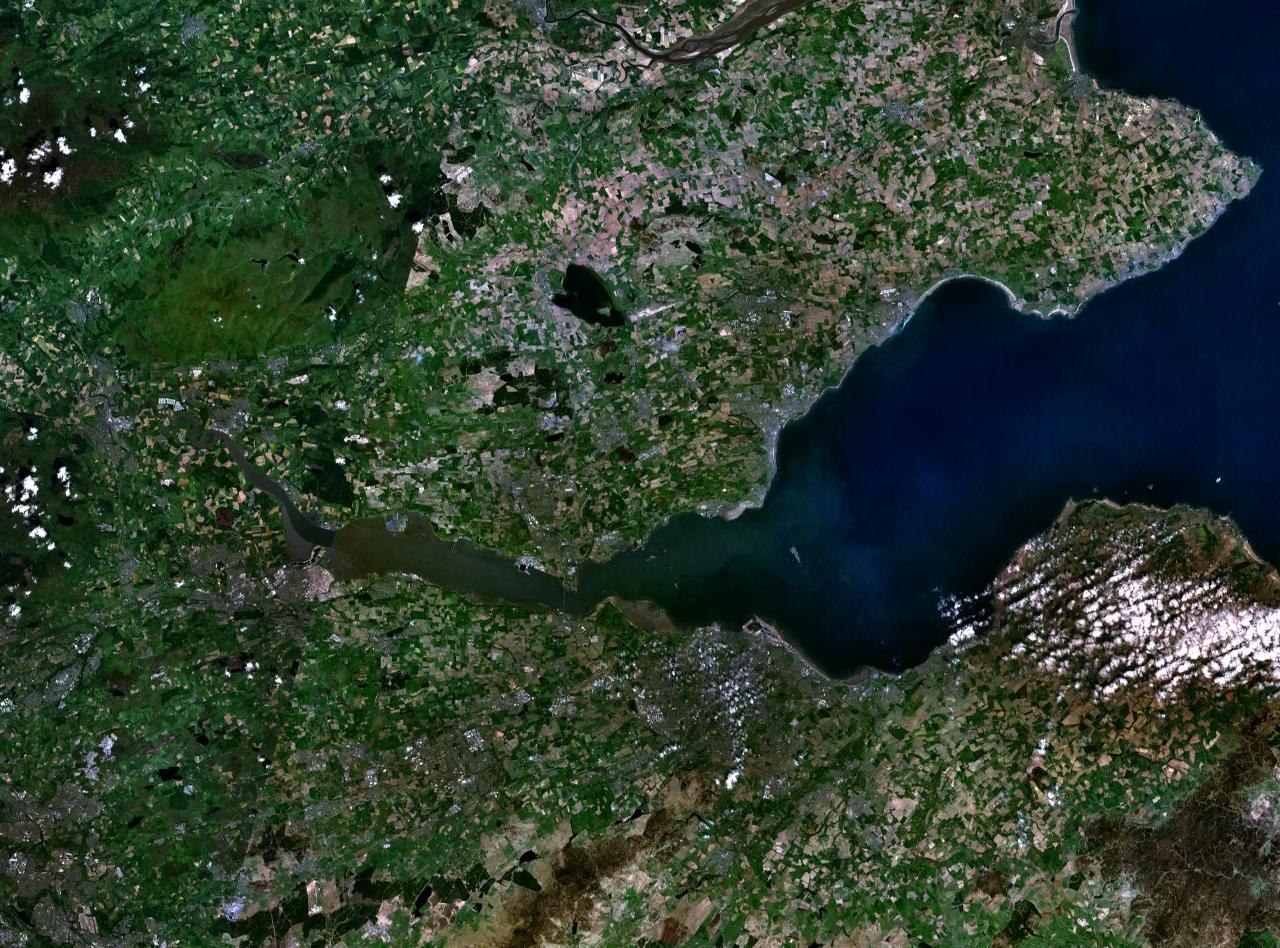
El Firth of Forth y sus alrededores (Escocia).

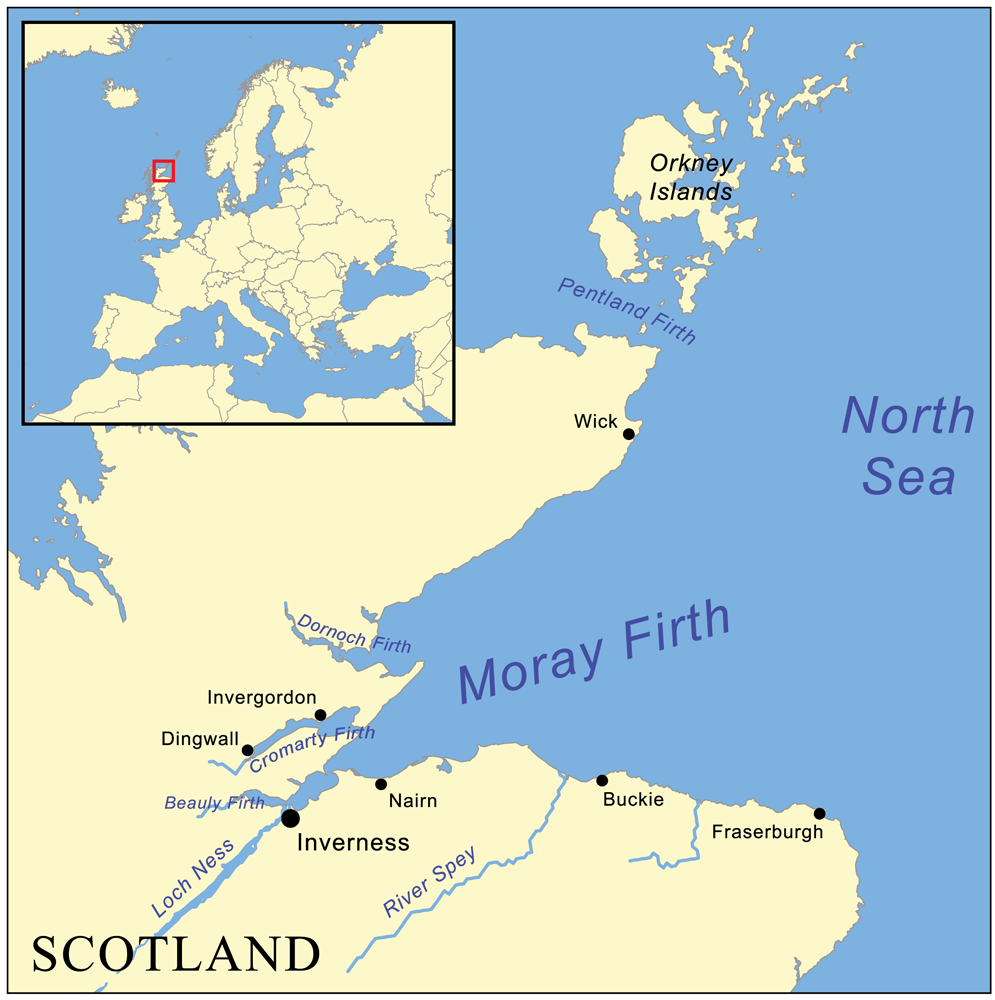
Mapa del firth de Moray, en el noreste de Escocia.

Un firth, en geografía física, es una palabra escocesa que se utiliza localmente para referirse a varias aguas costeras: en la parte continental de Escocia, designa tanto grandes bahías marinas como a veces estrechos; y en las Islas del Norte, se aplica a pequeñas ensenadas (inlets). En español, a veces se traduce como fiordo o estuario, e incluso como ría, aunque se recomienda no traducirlo. Lingüísticamente, es un cognado de fiordo (ambos proceden del protogermánico *ferþuz), que tiene un sentido más restringido en inglés: los firths, de encontrarse en Escandinavia, probablemente se denominarían simplemente fiordos. Las masas de agua a las que se llama firth tienden a ser más comunes en la costa oriental o en el suroeste del país, aunque el Firth of Lorn es una excepción. Las costas de los Highland tienen numerosos accidentes costeros similares, estuarios, estrechos y ensenadas, a los que no se llama firth, como, por ejemplo, El Minch y Loch Torridon; a éstos, a menudo, se les llama loch marinos (sea loch).
Un firth es generalmente el resultado de la glaciación de la era glacial y está muy a menudo asociado con un gran río, donde la erosión causada por los efectos de las mareas entra río arriba ampliando el lecho del río hasta formar un estuario. Su delimitación puede ser bastante vaga: el Firth of Clyde a veces se cree que incluye el estuario río arriba hasta Dumbarton, pero el mapa de la Ordnance Survey muestra el cambio del río a firth pasado el Port Glasgow, mientras que a nivel local el cambio se considere que está en la Tail of the Bank, donde el río atraviesa un banco de arena aguas afuera de Greenock, en la unión con el Gare Loch, o aún más al oeste, en la punta Gourock.
Sin embargo, algunos firths son excepciones: el Cromarty Firth, en la costa oriental de Escocia, por ejemplo, se asemeja a un gran loch con solo una salida relativamente pequeña al mar, y el Solway Firth y el Moray Firth se parecen más a bahías muy grandes. El Pentland Firth es un estrecho más que una bahía o entrante.

## Firths de Escocia

### Firths en la costa occidental de Escocia (de norte a sur)

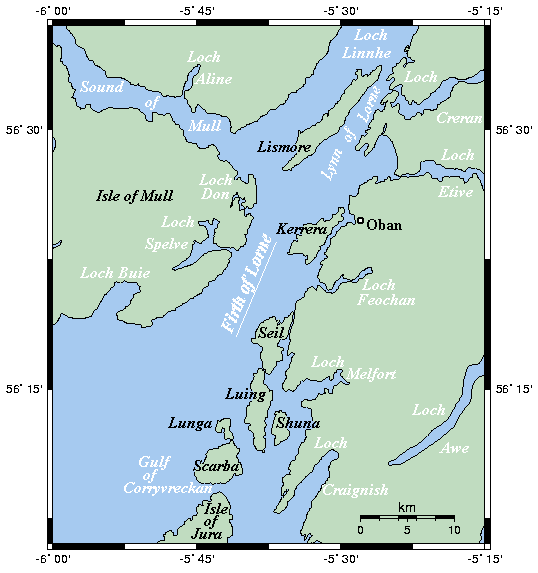
El Firth of Lorn y otros accidentes acuáticos próximos

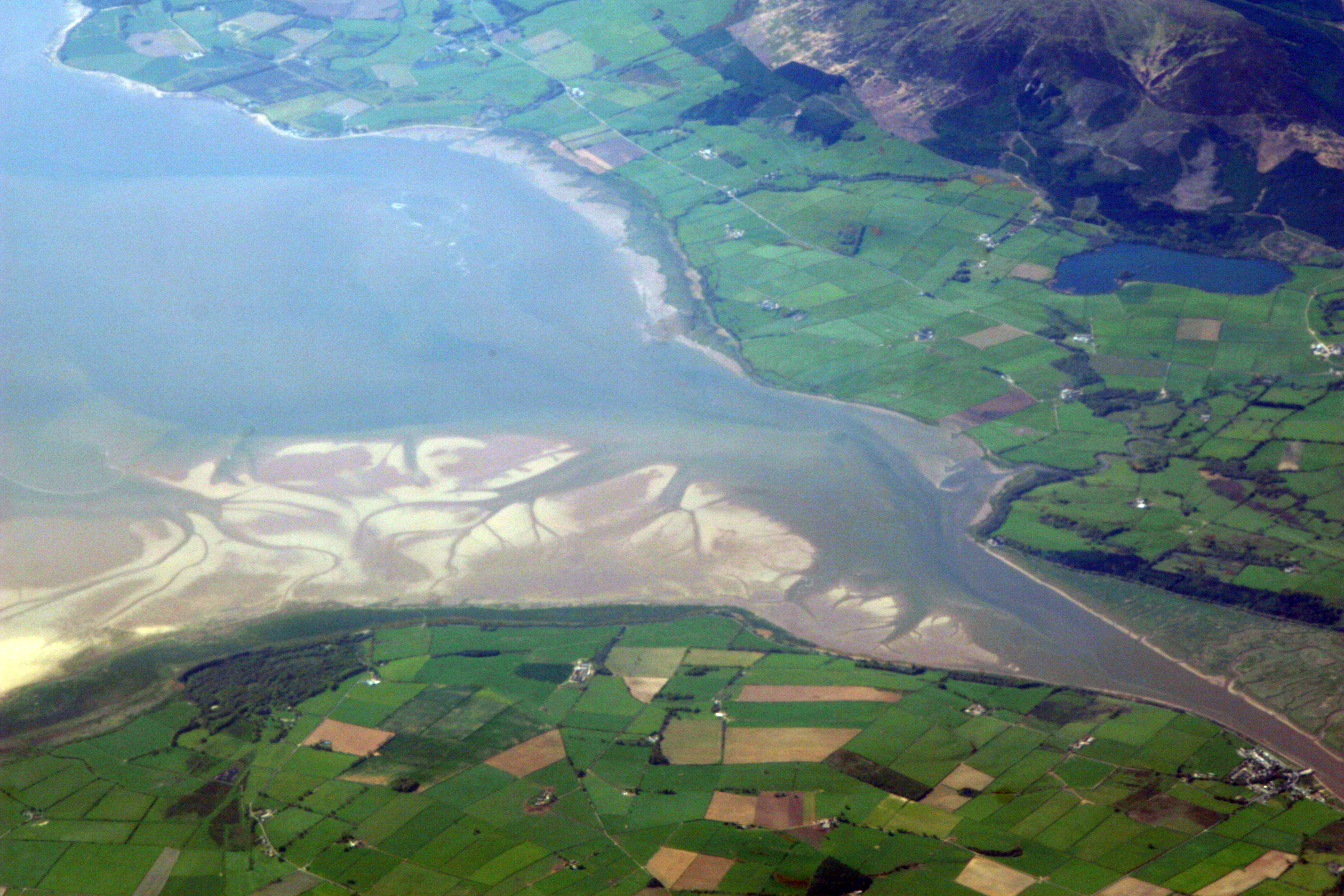
El estuario del río Nith, abierto al Solway Firth, al sur de Dumfries.

- Firth of Lorn (el más septentrional, conecta con el Moray Firth por:
  - los lochs de Great Glen, el Caledonian Canal y Loch Ness, en Inverness.
  - Lochs adyacentes al firth: Loch Lochy, Loch Linnhe, Loch Leven y Loch Oich.
  - Localidades: Oban y Fort William.
  - Islas: Isle of Mull, Lismore y Kerrera.
- Firth of Clyde (continuación del estuario del río Clyde)
  - Sea lochs contiguos al Firth of Clyde: Gare Loch, Loch Long, Holy Loch, Loch Striven, Loch Riddon fuera de  Kyles of Bute, Loch Fyne y Campbeltown Loch.
  - Localidades: Helensburgh, Port Glasgow, Greenock, Gourock, Dunoon, Rothesay, Wemyss Bay, Largs, Brodick, Ardrossan, Troon, Ayr, Girvan y Campbeltown. (Obsérvese que Glasgow está en el límite de la marea del río Clyde, y Clydebank, el Erskine Bridge y Dumbarton se hallan en el estuario del río que se ensancha hacia Port Glasgow.)
  - Islas: Bute, Cumbrae, Arran
- Solway Firth (inlet con los ríos Eden, Esk y Nith).
  - The Firth está aguas afuera de la costa de Solway.
  - Rough Firth
  - Localidades: Carlisle, England a orillas del río Eden, Annan y Gretna, ambas en Escocia. Luce Bay, Wigtown, St Bees, Aspatria.

### Firths en la costa oriental de Escocia (de norte a sur)

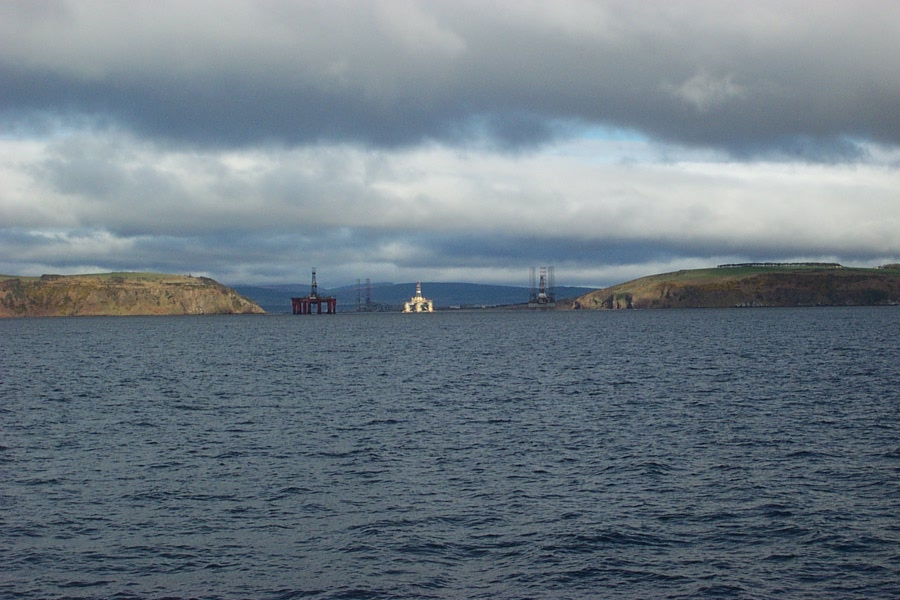
Entrada al Cromarty Firth, con plataformas petrolíferas detrás

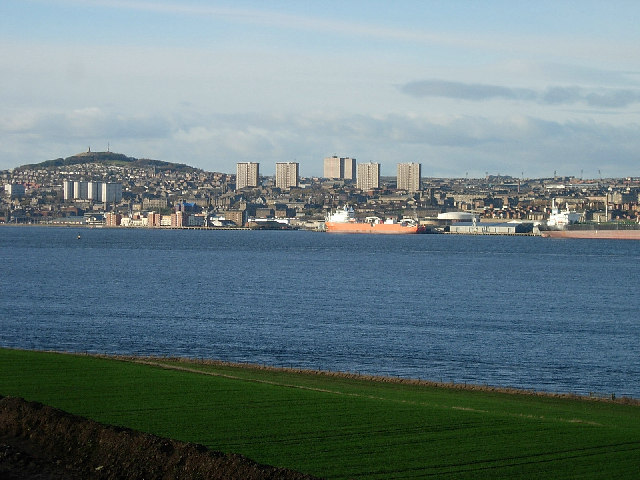
Dundee desde Fife en la costa del Firth of Tay

Estos están conectados al mar del Norte o forman parte del mismo.
- Dornoch Firth (el más septentrional de los firths orientales)
  - Localidades: Dornoch, Dornoch Bridge (impresionante puente de la carretera de media milla de largo), Bonar Bridge, Kyle of Sutherland, Tain, Portmahomack sobre el Tarbat Ness (pueblo de pescadores en la costa oriental).
  - Ríos: Oykel, Cassley, Shin y Carron
  - Promontorio: Tarbat Ness.
- Cromarty Firth (un loch típico con una apertura relativamente estrecha al mar). El firth acaba en el Moray Firth.
  - Localidades: Cromarty, Dingwall e Invergordon.
  - Ríos: Conon, Orrin, Rusdale, Glass y Alness.
- Moray Firth y Beauly Firth (un loch típico) conectado con el Firth of Inverness. El Firth of Inverness está muy poco presente en los mapas modernos, ya que está unido a través del río Ness, el Loch Ness y los otros lochs del Great Glen y estrechos del Caledonian Canal con el Firth of Lorne en la costa occidental de Escocia. 
  - Localidades: Inverness, Nairn, Fortrose y Fort George.
  - Promontorios: Whiteness Head, Chanonry Point y Alturlie Point.
  - Localidades en el Beauly Firth: Beauly.
- Firth of Tay (estuario del río Tay).
  - Localidades: Perth, Dundee, Monifieth, Tayport, Newport on Tay y Newburgh, Fife.
  - Ríos: Tay y Earn.
  - Promontorio: Buddon Ness.
  - Islas: Isla Mugdrum
- Firth of Forth (estuario del río Forth)
  - Localidades: Edimburgo, Dunfermline, Kirkcaldy, Falkirk, Stirling, Grangemouth, Rosyth, North Queensferry, South Queensferry, Musselburgh, Crail, Cellardyke, Anstruther, Pittenweem, St Monans, Elie y Earlsferry. Es atravesado por el Forth Road Bridge, de 2512 m de longitud, y el Forth Bridge (the adjacent railway bridge), de 2498 m .
  - Ríos: Forth, río Avon, Water of Leith, río Almond, río Esk y río Leven
  - Islas: Bass Rock, Craigleith, Eyebroughy, Fidra, Inchcolm, Inchgarvie, Inchkeith, Inchmickery, Isla de May y The Lamb

### Firths en la costa septentrional de Escocia

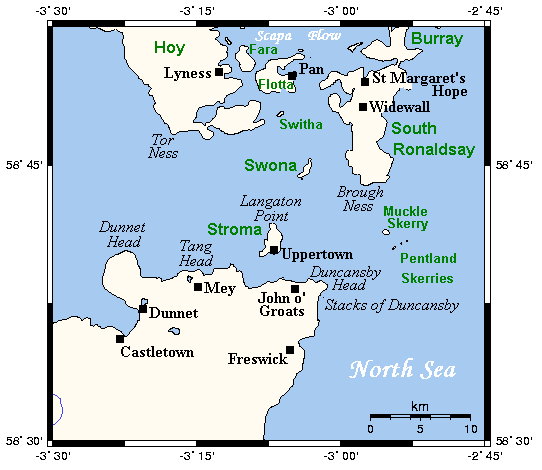
Mapa del Pentland Firth y sus alrededores

- Pentland Firth, un estrecho entre el continente y las escocesas islas Orcadas, que vincula el océano Atlántico y el mar del Norte.
  - Localidades: John o' Groats, Canisbay, Gills Bay, Rattar (todas en Caithness);
  - Promontorios: Brims Ness, Brough Ness, Duncansby Head y Dunnet Head;
  - Islas: Hoy, Pentland Skerries, Swona, South Ronaldsay, South Walls (todas generalmente consideradas parte de las Orcadas), Stroma.

### Firths en las Islas del Norte

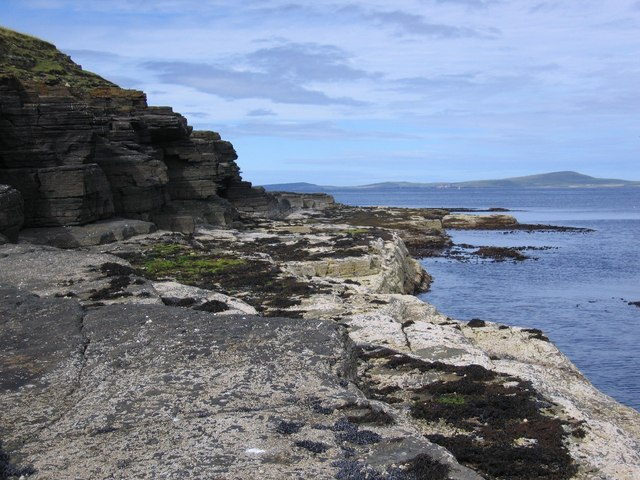
Acantilados de la bahía Saviskaill en Rousay, mirando hacia el norte aWestray a través del Westray Firth

Las Islas del Norte formaban parte de Noruega hasta el siglo XV y conservan muchos nombres nórdicos. En las Shetland, en particular, firth puede referirse a las pequeñas entrantes (inlets), aunque geo, voe y wick son también comunes. En las islas Orcadas, el uso de wick es muy común.
- Islas Orcadas:
  - Bay of Firth (Firth, Orkney);
  - Firth North Ronaldsay;
  - Firth Stronsay;
  - Firth Westray;
  - Wide Firth;
- Islas Shetland (Mainland):
  - Lax Firth (Laxfirth) y Cat Firth cerca de Nesting y Whiteness;
  - Collafirth/Colla Firth (dos lugares con este nombre);
  - Firths Voe, Firth;
  - Gon Firth;
  - Olna Firth;
  - Olnes Firth;
  - Quey Firth;
  - Unie Firth;
  - Ura Firth;
  - Burra Firth/Burrafirth (un número de lugares de las Shetland con este nombre);
  - Effirth;
- Shetland North Isles: Yell, Unst;
  - Whale Firth;
  - Burrafirth;

### Otras aguas similares en Escocia

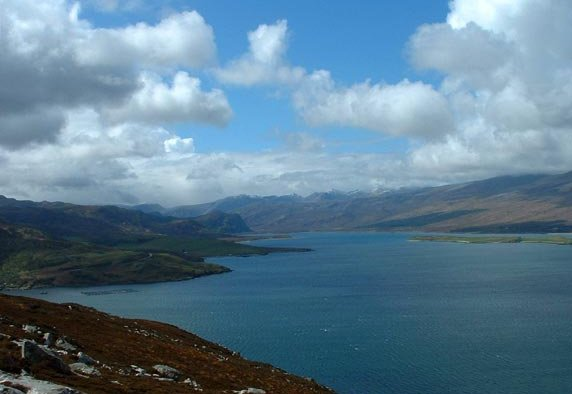
Loch Eriboll

En gaélico escocés, linne se utiliza para referirse a la mayoría de los estuarios citados más arriba; también se aplica al Sound of Sleat, Crowlin Sound, Cuillin Sound, Sound of Jura, Sound of Raasay y parte del Loch Linnhe.
La siguiente lista es una selección de otros cuerpos de agua en Escocia, que son similares a los firths, pero que no reciben tal nombre:
- Costa occidental:
  - Loch Broom (fiordo), Fiordo de Eriboll (loch), Loch Fyne (fiordo), Loch Hourn (fiordo), Loch Tarbert, Jura (fiordo), fiordo de Torridon (loch); Loch Sween, un fiordo, The Minch (estrecho, "Skotlandsfjörð" ("Scotland's fjord/firth") en Old Norse.[1])
- Costa oriental:
  - Eden Mouth (estuario, cerca de St Andrews), Findhorn Bay, Montrose Basin (estuario/lagoon con estrecha entrada), Tweed mouth (estuario, cerca de la frontera escocesa).

Asimismo, en las Islas del Norte las palabras firth y sound suelen emplearse de manera arbitraria o de manera intercambiable. Bluemull Sound, por ejemplo, es muy similar a  algunos de los firths en las islas Shetland.

## Firths fuera de las aguas de Escocia

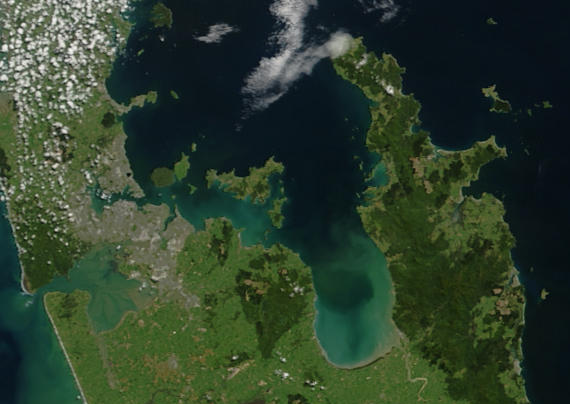
El firth de Thames es una gran bahía al sureste

- Fiordo de Flensburg, un estuario que forma parte de la frontera entre Dinamarca y Alemania;
- El Firth de Thames es una bahía en la boca del río Waihou (anteriormente llamada el Thames) en Nueva Zelanda
- Firth de Tay, Antártida, nombrada en relación con la vecina isla Dundee, como el original firth de Tay escocés que colinda con Dundee.